# مذاهب اسلامی

پیروان دین اسلام از دیدگاه فقهی و کلامی این دین را به مذاهب گوناگونی تقسیم کرده‌اند که برخی از این مذاهب خود به فرقه‌های مختلف و گاه هر فرقه به انشعاباتی چند تقسیم می‌شود. منظور از دیدگاه فقهی، نوع احکام شرعی پذیرفته و به‌کاررفته در هر مذهب و منظور از دیدگاه کلامی، درجهٔ پذیرش خردگرایی در هر یک از مذهب‌ها است. مذاهب و فرقه‌های اسلامی از لحاظ عقاید، آداب و رسوم و مقتدا به چهار گروه عمده تقسیم می‌شوند:
1. شیعه
2. سنی
3. تصوف
4. مذاهب شبه‌اسلامی

درصد جمعیت هر یک از مذاهب و فرق اسلامی نسبت‌به جمعیت کل مسلمین

## هفتاد و سه ملت
در متون و کتاب‌های قدیم و یا احادیث و گفته‌های مسلمین شمار فرقه‌های اسلامی را ۷۳ فرقه می‌شمردند و به آن‌ها اصطلاحاً «هفتاد و سه ملت» یا «هفتاد و سه گروه» می‌گفتند. در این متون، فرقه‌های اسلامی به شش گروه رافضیه، خارجیه، جبریه، قدریه، جَهمیه و مرجیه تقسیم می‌شد و برای هر گروه ۱۲ زیرگروه نام برده می‌شد.
ابوالقاسم رازی هفت فرقهٔ دیگر را نیز نام می‌برد به این شرح: کرامیه، هریه، حالیه، باطنیه، اباحیه، براهمیه، اشعریه.
در برخی متون اسم فرقه‌های سوفسطائیه، فلاسفه، سمنیه، وحدت اسلامی و مجوسیه نیز دیده می‌شود.
| فرقه     | زیرگروه‌ها                                                                                         |
| -------- | ------------------------------------------------------------------------------------------------- |
| شیعیه    | علویه، ابدیه، شیعیه، اسحاقیه، زیدیه، عباسیه، امامیه، ناوسیه، تناسخیه، لاعنیه، راجعیه، مرتضیه علوی |
| خارجیه   | ازرقیه، ریاضیه، ثعلبیه، جازمیه، خلفیه، کوزیه، کنزیه، معتزله، میمونیه، محکمیه، سراجیه، اخنسیه      |
| جبریه    | مضطریه، افعالیه، معیه، تارکیه، بحثیه، متمنیه، کسلانیه، حبیبیه، خوفیه، فکریه، حسبیه، حجتیه         |
| قدریه    | احدیه، ثنویه، کیانیه، شیطانیه، شریکیه، وهمیه، رویدیه، ناکسیه، متبریه، قاسطیه، نظامیه، متولفیه     |
| جهمیه    | معطلیه، مترابصیه، متراقبیه، واردیه، حرقیه، مخلوقیه، عبریه، فانیه، زنادقیه، لفظیه، قبریه، واقفیه   |
| مرجئه    | تارکیه، شائیه، راجیه، شاکیه، نهمیه، عملیه، منقوصیه، مستثنیه، اثریه، مدعیه، مشبهه، حشویه           |
| هفت فرقه | کرامیه، هریه، حالیه، باطنیه، اباحیه، براهمیه، اشعریه                                              |
| متفرقه   | سوفسطائیه، فلاسفه، سمنیه، وحدت اسلامی و مجوسیه                                                    |

## مذاهب شیعه یا وابسته به عقاید شیعیان
ببینید: فرقه‌های امامیه.
شیعه به زیدیه و کیسانیه و امامیه تقسیم می‌شود.
کیسانیه طرفداران محمد حنفیه هستند که برادر ناتنی امام حسن و حسین بود (فرزند فاطمه نبود) و خود را امام ندانست هرچند طرفداران او پس از مرگش افسانه ای ساختند و او را غایب و مهدی موعود دانستند که سرانجام ظهور خواهد کرد. برای همین جزو امامیه محسوب نمی‌شوند.
زیدیه طرفداران زید ابن علی ابن حسین پسر امام سجاد هستند که او خود را امام نمی‌دانست و در سال ۱۲۲ هجری علیه خلافت بنی امیه قیام کرد. زیدیه امامت را منحصر به فرزندان علی و فاطمه نمی‌دانند و هرکس را که برای عدالت قیام کند امام می‌دانند برای همین همواره امام‌هایی داشته‌اند و تا امروز بیش از ۱۱۰ امام داشته‌اند. برای همین زیدیه جزو امامیه محسوب نمی‌شود. غالب زیدیان به موروثی شدن امامت قائل نیستند و هر سیدی که علیه ظلم دعوت به جهاد کند را امام می‌نامند. زیدیان امام را معصوم نمی‌دانند، وجود چند امام در یک زمان را منتفی ندانسته و حتی برخی از امامانشان ممکن است خود زیدی نباشند. زیدیان در طول تاریخ قیام‌های متعددی علیه خلافت و حاکمان وابسته آن داشتند. علویان طبرستان و گیلان و زیدیان یمن بزرگ‌ترین و دنباله‌دارترین جنبش‌های این مذهب بودند. خود زیدی‌ها دارای شاخه‌های مذهبی مختلفی می‌باشند. به‌طور مثال پیروان ناصر کبیر در گیلان و مازندران را با نام ناصریه می‌شناختند؛ در حالی که گروهی با نام قاسمیه نیز در مقابل آن حضور داشتند. امروزه غالب زیدیان پیرو امامت خود در یمن هستند که از خاندان حوثی‌هاست.
محمد باقر ۲۰ سال معلم و ناقل حدیث بود. او اصل تقیه را مطرح کرد. باقر احادیث فراوانی در فقه و سایر علوم دینی نقل کرده‌است که مبانی دستورهای شیعه است. با تغییر اوضاع سیاسی و ایجاد شرایط مناسب برای توسعه فعالیت‌های دینی و زمان تبیین علوم دینی، جعفر صادق نقش مهمی در شکل‌گیری فقه شیعه داشت. جعفر صادق و باقر بنیانگذاران مکتب شرعی شیعه امامیه هستند. صادق در اطراف خود گروه قابل توجهی از علما داشت که برخی از برجسته‌ترین فقها، محدثان و متکلمان زمان بودند. در زمان او شیعه در مسائل کلامی و حقوقی پیشرفت کرد. باقر و صادق مبنای فکری تفسیر و عمل شیعه امامیه را تشریح کردند.

### دشت بیاضیه
این گروه منسوب به دشت بیاضی می‌باشند و عقیده داشتند که امام صادق زنده‌است و جاوید و او مهدی قائم است، و می‌گفتند که او گفته‌است: «اگر هر آینه کسی بر شما فراز آید و بگوید که مرا بیمار یافته و مردهٔ مرا شسته و کفن کرده‌است باور نکنید و بدانید که من سرور شما و دارندهٔ شمشیر هستم.» ابوالفتح محمد بن عبدالکریم شهرستانی گوید:
و این طایفه از آن امام کامل و بحر زاخر روایت کنند که فرمود: اگر سر من از فراز کوهی بر جانب شما منحدر شود، در کشتن من جازم مباشید که من صاحب شما و امام با اهتداء و صاحب شمشیر ایالت و ظهورم.

### اسماعیلیه
پس از مرگ جعفر صادق در سال(۷۶۵ م ۱۴۸ق)، انشعاب اساسی رخ داد. اسماعیل بن جعفر که در مقطعی از سوی پدرش به عنوان امام بعدی منصوب شده بود، ده سال قبل از پدر در سال (۷۵۵ م ۱۳۸ق) درگذشت. در حالی که اثنی عشری استدلال می‌کنند که او یا هرگز وارث ظاهری نبوده یا قبل از پدرش نمرده‌است و از این رو موسی کاظم وارث واقعی امامت است. اسماعیلیان استدلال می‌کنند که یا مرگ اسماعیل برای حفظ او از آزار و اذیت عباسیان وانمود شده‌است (پس او امام بعدی است) یا اینکه امامت به پسرش محمد بن اسماعیل رسیده‌است. مرگ اسماعیل را در زمان پدرش انکار کرده و گفتند: او نمرده و نخواهد مرد، و او مهدی قائم است، زیرا پدرش پس از خود، به امامت او اشاره کرده، پیروان خود را پایبند ولایت او ساخت. مادر اسماعیل و برادرش عبدالله، دختر حسین بن حسن بن علی بن ابی‌طالب بود و فاطمه نام داشت. از اسماعیلیان خاص، فرقهٔ مبارکه منشعب شدند که معتقد بودند، پس از جعفر صادق نوهٔ او محمد بن اسماعیل که مادرش کنیز بود امام است و می‌گفتند در روزگار جعفر بن محمد، پسرش اسماعیل، بدان کار نامزد بود و چون درگذشت، امام صادق، پسر او را جانشین خود ساخت و امامت حق محمد است و دیگری را شایسته نیست. چه پس از حسن و حسین امامت از برادر به برادر دیگر نرسد و جز در فرزندان و بازماندگان امامان روا نباشد و عبدالله و موسی دو برادر اسماعیل را حقی در امامت نیست. برخی منابع سنت و شیعهٔ اثنی‌عشریه، اسماعیل را شخصی بدکار و شرابخوار معرفی می‌کنند و از این جهت او را شایستهٔ امامت و جانشینی پدرش ندانستند، چنانچه امام صادق امامت اسماعیل را بنا بر اصل بداء نسخ کرد و فرمود:
«ما بدالله فی شیئی کما بدالله فی اسماعیل ابنی…»

### خطابیه
این گروه منسوب‌اند به محمد بن ابی زینب الاسدی ملقب به اجدع مکنی به ابوالخطاب، پیشوای فرقه‌ای از غُلات که از شاگردان امام صادق بود. ابوالخطاب به الوهیت امام علی قائل بود و امام صادق را نیز خدا می‌دانست. اسحاق (ابن ندیم) گوید: «ابوالخطاب دعوت به خدایی امیرالمؤمنین علی (ع) می‌کرد و میمون قداح از اتباع وی بود»
- نوبختی گوید:

چون به وی (عامل کوفه) آگهی دادند که این اسماعیلیان همهٔ کارهای حرام را روا داشته و مردمان را پیغمبری ابوالخطاب می‌خوانند، روزی هفتاد تن از ایشان در مسجد کوفه گرد آمده بودند. کسان خود را بفرستاد و همگی آنان را بکشت. تنها یک تن از ایشان، به نام ابوسلمه سالم بن مکرم جمال که ابوخدیجه لقب داشت و زخم بسیار خورده و در شمار کشتگان آمده بود جان به در برد.

### شمیطیهیا سمیطیه
این گروه به نام پیشوای خود، یحیی بن ابی سمیط، یا به قول شهرستانی در ملل و نحل، شمیط، سمیطیه نامیده شدند. این گروه معتقدند که امامت از امام صادق به پسرش محمد ملقب به دیباج که مادرش کنیز بود و حمیده نام داشت می‌رسد و در خاندانش باقی ماند. باید دانست که موسی و اسحاق، دو پسر دیگر امام صادق با محمد از یک مادر بودند.
نوبختی گوید:
 آورده‌اند که محمد بن جعفر، در هنگام کودکی روزی نزد پدر آمد. همچنان که به سوی او می‌دوید، دامن جامه اش پای گیر او شد و خاک از چهره اش بزودود و گفت: از پدرم شنیدم که می‌گفت اگر تو را فرزندی باشد که مرا ماند، نام من بر وی گذار، زیرا او به مانند من و پیغمبر است و بر سنت او باشد.

### افطحیه
این گروه منسوبند به عبدالله بن جعفر صادق. و چون عبدالله، دارای سری پهن بود و به قولی پاها یا بینی پهنی داشت او را افطح خواندند. او پس از اسماعیل بن جعفر بزرگ‌ترین فرزند امام صادق بود که پس از امام دعوی امامت کرد. پیروان او، به دو دسته تقسیم شدند. دسته‌ای که چون در مسائل مذهبی او را نشانی نیافتند، از پذیرفتن ادعای او خودداری کردند. دسته‌ای هم که به امامت او عقیده داشتند، پس از مرگش چون فرزندی نداشت، عده زیادی از آن‌ها به موسی بن جعفر فرزند دیگر امام صادق گرویدند. زندگانی عبدالله، پس از امام صادق در حدود هفتاد روز بوده‌است و قبر او در بسطام، در کنار قبر علی بن عیسی بسطامی است.

### اثنی عشری(دوازده امامی)
این گروه، پیرو علی و یازده نفر از نوادگان او و موسوم به اثنی عشریه هستند که پس از هفت امام (علی، حسن، حسین، سجاد، باقر و صادق و کاظم) به ترتیب به امامت علی بن موسی (رضا)، محمد بن علی (تقی)، علی بن محمد (نقی)، حسن بن علی (عسکری) و محمد بن حسن هستند. اینان باور دارند که محمد بن حسن، مهدی موعود است که در سن ۵ سالگی به امامت رسیده و به‌دلیل جلوگیری از به کشته شدنش، خدا او را به غیبت برده و این غیبت ۶۹ سال طول کشید و پس از آن به جهان دنیوی برگشت و پس از چند روز دوباره به غیبت رفت و این غیبت تا حال به طول انجامیده‌است.

## مذاهب فقهی و کلامی اهل تسنن

### مذاهب فقهی

#### مالکی
مالکی نام یکی از شاخه‌های مذهب سُنّی از دین اسلام است. شاخه مالکی از مذاهب فقهی و پیرو ابوعبدالله مالک بن انس از ائمه چهارگانه سنت و جماعت است. او امام دارالهجره و امام المدینه می‌گویند.
وی در سال‌های ۹۰ تا ۹۵ هجری قمری در مدینه متولد شده‌است. وفات وی را در فاصلهٔ
سالهای ۱۷۴ تا ۱۷۹ می‌دانند.

#### حنفی
بزرگ‌ترین مذهب اسلامی می‌باشد و در میان مسلمانان دارای بیشترین پیرو می‌باشد. امام این مذهب ابو حنیفه نعمان بن ثابت می‌باشد که از شهر چاریکار ولایت پروان افغانستان بود از معروفترین القاب وی امام العالمین می‌باشد.

#### شافعی
شافعی نام یکی از شاخه‌های کیش سنی از دین اسلام است. و از مذاهب فقهی و پیرو ابوعبدالله محمد ادریس شافعی و از ائمه چهارگانه سنت و جماعت است. مذهب شافعی از محمد، ابوبکر، عمر، عثمان، علی پیروی می‌کنند.
شافعی مابین سال‌های ۱۴۶ تا ۱۵۰ قمری در غزه به دنیا آمد و در سال ۲۰۴ وفات یافت.
وی با داخل کردن مذهب حنفی با مالکی روشی نوین را بنا نهاد که از حدیث در آن بهره می‌جست.

#### حنبلی
این فرقه پیرو یکی دیگر از ائمه اربعه اهل سنت است. که پیرو مالک ابن انس هستند،
ابوعبدالله احمد بن محمد بن حنبل متکلم و فقیه مسلمان در ۷۸۰ میلادی(۱۶۴ ه‍.ق) در بغداد زاده شد؛ پدر و مادرش از ساکن مرو بودند. نام کامل وی (احمد بن محمد بن حنبل بن هلال بن اسد بن ادریس بن عبدالله الشیبانی المروزی البغدادی). سفرهای زیادی کرد؛ در بغداد برآمد، و در ۸۵۵ [۲۴۱ ه‍.ق] در همان‌جا درگذشت. مکتب فقه حنبلی، یکی از فرق اربعهٔ سنت، پس از مرگ وی به وسیلهٔ شاگردانش ایجاد شد. این مکتب جریان متقابلی بود که تفسیر تحت‌اللفظی قرآن، احادیث، تقلیل ارزش قیاس و اجماع را مورد توجه قرار می‌داد. علی علی عسکری

#### وهابیت
وهابیت:این گروه طرفداران محمد بن عبدالوهاب هستند که در اواخر قرن دوازده هجری به ترویج افکار ابن تیمیه پرداختند. اصول عقاید وهابیت را می‌توان در موارد ذیل خلاصه کرد:
1. اعتقاد به واسطه‌ها میان خلق و خدا با توحید در الوهیت منافات دارد.
2. مشرکان عصر رسالت در مسئله ربوبیت مشرک نبودند.

با این که انگیزه بت پرستان، تقرب به خداوند و طلب شفاعت از معبودان خویش در پیشگاه خداوند بود، قرآن کریم عمل آنان را شرک دانسته‌است.
1. هرگونه عمل که مشابه اعمال مشرکان عصر رسالت باشد مثل استغاثه و استعانت از غیر خدا، نذر و قربانی برای غیر خدا، و طلب شفاعت از غیر خدا شرک است.
2. شیعیان را کافر می‌دانند.
3. شرک مسلمانان از شرک مشرکان عصر رسالت عظیم تر است و…

### مذاهب کلامی

#### اشعری
عدّه‌ای از اهل سنت هستند که امامت را قبول نداشته و سعی می‌کنند بین ظاهر گرایی اهل حدیث و عقل‌گرایی معتزله جمع کنند ولی بیشتر به ظاهرگرایان تمایل داشته صفات خداوند را غیر از ذات دانسته و کلام‌الله را قدیم می‌دانند.

#### معتزلی
معتزله از جریان‌های اصلی کلامی در میان اهل سنت است. ایشان بر خلاف اهل حدیث که انبوه حدیث‌های اصیل و جعلی پیامبر و صحابه را مورد توجه خود قرار داده بودند، عقل و خرد را به تنهایی برای پیروی از اسلام راستین کافی می‌دانستند؛ و گاهی نظرات فلاسفه را با دین مخلوط می‌ساختند. بعدها اشاعره برخاستند و جانشین اهل حدیث شدند. اشاعره را می‌توان جمع میان معتزله و اهل حدیث دانست ولی آن‌ها نیز عقاید معتزله را مردود می‌دانستند.
تأکید معتزله بر روی عقل آنچنان جدی بود که بر خلاف بسیاری از فقها که حدیث را مطلق می‌دانستند آنان اعتقاد داشتند که در تعارض حدیث با عقل، عقل مقدم است. به علاوه و باز بر خلاف نظر بسیاری از علما، اعمال و احادیث صحابه را مطلق و لازم‌الاجرا نمی‌دانستند اما اساسی‌ترین و در عین حال بحث انگیزترین موضع‌گیری معتزله در بحث پیچیده مخلوق یا غیر مخلوق بودن قرآن پیش‌آمد.

## جنبش‌های فکری

### سلفیه
سَلَفی به گروهی از مسلمانان تندروی اهل سنت گفته می‌شود که تمسک به دین اسلام جسته و خود را پیرو سلف صالح می‌دانند و در عمل، رفتار و اعتقادات خود از پیامبر اسلام، صحابه و تابعین تبعیت می‌کنند. آن‌ها معتقدند دیدگاه‌های امروز اسلام باید به همان نحوی بیان شود که صحابه و تابعین بیان می‌کردند، یعنی تنها مرجع متن قرآن و سنت پیامبر باشد و علمای دینی حق اظهارنظر و بیان ادله‌ای متفاوت که متناسب با شرایط زمانه باشد را ندارند. سلفی‌ها که بسیاری آن‌ها را به تندروی متهم می‌کنند، مرکز اصلیشان در مکه و مدینه است؛ و گروه‌های نظامی آنان هم‌اکنون در سوریه فعالیت دارند.
از جمله سلفی‌های معروف می‌توان به اسامه بن لادن رهبر گروه القاعده نام برد.

### دیوبندی
دیوبَندی نام یک جنبش اسلامی از شاخه سنی صوفی است که از هندوستان آغاز شد و در دوران معاصر به افغانستان، آفریقای جنوبی و بریتانیا نیز گسترش یافته‌است.

### ظاهری
ظاهری یکی از مذاهب است که داوود بن علی اصفهانی در سده سوم هجری تأسیس کرد. وجه تسمیه این مذهب توجه به «ظاهر» آیات قرآن و روایات پیامبر اسلام است.
اوج شکوفایی مذهب ظاهری در قرن پنجم توسط ابن حزم اندلسی پدید آمد و بیشتر پیروان آن در اندلس و شمال آفریقا بودند. مذهب شافعی در بین مذاهب دیگر اسلامی بیشترین شباهت را با مذهب ظاهری دارد.

## تصوف
برخی از فرقه‌های تصوف یا صوفیه عبارتند از: چشتیه، حروفیه، دسوقیه، سهروردیه، شاذلیه، صفویه، ملامتیه، نقشبندیه، نقطویه، نوربخشیه.

### بکتاشیه
منسوب به حاجی بکتاش ولی که پیروان آن بیشتر در آلبانی زندگی می‌کنند و عده‌ای آن‌ها را جز اهل حق می‌شمارند.

### مولویه
مؤسس این طریقت مولانا جلال‌الدین محمد بلخی مشهور به مولوی است که صاحب اثر مشهور و منظوم مثنوی معنوی بوده و این اثر در شش دفتر تنظیم شده‌است. شیوهٔ نگارش این اثر تمثیل است و حکایات آموزندهٔ بسیاری در آن به بیانی زیبا و شیوا نگاشته شده‌است. به‌گفتهٔ مولوی، این اثر مبیّنِ اصول قرآن است.

### نعمت‌اللهیه
پیروان شاه نعمت‌الله ولی را گویند که سلسلهٔ نعمت‌اللهی را در قرن هشتم هجری بنیاد گذاشته‌است.